# Namecheap
Namecheap是互联网名称与数字地址分配机构认可的一家域名注册商 ，提供域名注册和网络托管服务。它總部位於美国亞利桑那州凤凰城。 

## 历史
Namecheap由 Richard Kirkendall于2000年創辦。 
2013年3月，Namecheap开始允許用戶用比特币支付費用。 
2019年7月，Namecheap向ICANN要求不要設定.org 和 .info 頂級域的价格上限。 截至 2019年9月，ICANN沒有採納Namecheap的建議。 
2022年2月，Namecheap宣布，由于2022年俄羅斯入侵烏克蘭，他们将禁止俄羅斯用戶使用他們的服务。 该公司还宣布将为俄罗斯或白俄罗斯的所有抗议和反战网站提供免费的匿名域名注册和网络托管服务。 